# 聖剣伝説 VISIONS of MANA
『聖剣伝説 VISIONS of MANA』（せいけんでんせつ ヴィジョンズ オブ マナ）は、スクウェア・エニックスより発売されたゲームソフト。『聖剣伝説』シリーズの一作。
対応プラットフォームはPlayStation 5・PlayStation 4・Xbox Series X/S・PC（Steam配信）で、PS5/PS4/XBX版は2024年8月29日、Steam版は同年8月30日に発売。

## 概要
『聖剣伝説』のコンソール機向けタイトルとしては2007年の『聖剣伝説 HEROES of MANA』以来17年ぶりとなる完全新作タイトル。
スタッフィングは2020年発売の『聖剣伝説3 TRIALS of MANA』からプロデュースの小山田将やキャラクターデザインのHACCAN等が続投し、開発はNetEaseの「桜花スタジオ」が担当している。
また、本作はストーリーを全てクリアすると、タイトルが『聖剣伝説5 VISIONS of MANA』（せいけんでんせつファイブ ヴィジョンズ オブ マナ）へと変更され、2006年の『聖剣伝説4』以来18年ぶりとなるナンバリングタイトルである事が判明する。

## ストーリー
クィ・ディールと呼ばれる世界はマナの樹から注がれるマナの恩恵を受けているが、4年周期に各地域に訪れるフェアリーによって指名される御子をマナの樹の生贄に捧げないとその地域はマナの供給が途絶えて滅びを迎えてしまう世界だった。
火の村ティアナではヴァルの幼馴染であるヒナが御子として選ばれ、ヴァルは彼女を護衛する魂の守り人として任命される。
ヴァルとヒナはマナの樹に向かうために旅立つが、他の地域では何故か御子が選ばれない事態に陥っている事を知る。

## ゲームシステム
精霊器
本作の精霊は「精霊器」に宿っており、これを手に入れることで精霊の力を使用できる。フィールドでも精霊器で精霊の力を借りることとなる。
クラスチェンジ
パーティ内の各キャラは精霊器を装備することで精霊の力を纏ってクラスが変化し、装備武器やアビリティが変化する。
エレメントボード
各キャラクターごとに精霊器の属性ごとに設定され、エレメントポイントを消費してアビリティや特技を習得できる。

## 登場キャラクター

### パーティメンバー
ヴァル
声 - 寺島拓篤
初期クラス - モリビト
本作の主人公。火の村ティアナ出身。火の御子となったヒナの護衛役となる「魂の守り人」として旅立つ。倒した魔物を魂石に変える力を持つ。
カリナ
声 - 夏吉ゆうこ
初期クラス - カンナギ
風の谷ロングレン出身。事故で左翼を失った有翼人。関西弁風の言葉で話す。風の御子に選ばれる。
モートレア
声 - 羽多野渉、藤原夏海（幼少期）
初期クラス - レンジャー
16年前に御子が選ばれず滅びてしまった月の街エテラナの最後の生き残り。
パルミナ
声 - 日笠陽子
初期クラス - クイーン
水の都エリスタニアの女王。
ジュリ
声 - 花守ゆみり
初期クラス - ウォッチャー
樹の里ヴィラルスで暮らす草人。

### パーティメンバーの関係者
ヒナ
声 - 石川由依
本作のヒロイン。ヴァルの幼馴染で、火の御子に選ばれた。
ラムコ
過去にカリナと助けて以来、行動を共にする聖獣の子供。過去作のフラミーのような姿をしている。
アッシュ
声 - 立花慎之介
闇の書殿ロロバッゾの書殿長。知識欲の塊のような人物。闇の御子に選ばれる。
オーリン
声 - 岡本信彦
土の村ギッド出身。ガイア族。御子をマナの樹へ生贄に捧げる事に否定的であり、土の御子に選ばれたライザを連れ出そうとした結果、ギッドの人々は魔物化して、ライザも石像になってしまい、自身の村を滅ぼしてしまった。
ライザ
声 - 坂本真綾
以前魂の守り人を務めていたヴァルの師匠。守り人として役目を終えた後、土の村ギッドに定住して土の御子に選ばれたが、上述のオーリンの行動によって石像になってしまった。
ニキータ
声 - 神奈延年
世界を股に駆ける行商人にしてモートレアの育ての親。
マドレーヌ
声 - 愛原ありさ
フランソワーズ
声 - 鈴代紗弓
クリスティーヌ
声 - 愛美
ニキータに引き取られた孤児の獣人の3姉妹。
イアン
声 - 本泉莉奈
シリュウ
声 - 斉藤壮馬
マライア
声 - 桑島法子
ミルパ
声 - 高橋伸也

### マナの女神と関係者
フェアリー
声 - 金元寿子
ジン
声 - 堀総士郎
ルナ
声 - 高田憂希
ウンディーネ
声 - 佳村はるか
サラマンダー
声 - 山下誠一郎
ドリアード
声 - 篠原侑
ノーム
声 - 金光宣明
ウィル・オ・ウィスプ
声 - 新井良平
シェイド
声 - 阿座上洋平
トレント
声 - 麦人
コーダ
声 - 山口智広
ヴァディス
声 - 恒松あゆみ
マナの女神
声 - 三森すずこ

### 敵
プサル
声 - 島田敏
水の都エリスタニアの支配を目論む大臣。
ディロフォロス
声 - 東地宏樹
遥か昔聖剣と精霊器を授かり神獣を倒した英雄だったが、現在は神獣の復活を目論み、マナの樹とマナの女神を滅ぼして世界を破滅させようとする悪鬼羅刹と化している。
イヴザラッハ
声 - 不明
ゲームをクリア後に追加されるシナリオのボス。古の魔女によって産み落とされた、「黎災の巨影」と称される漆黒の邪竜。ウルール浮遊島に封印されている。

### その他
ワッツ
声 - 高橋伸也
ボン・ボヤジ
声 - 千葉繁
セルリア
声 - 上田瞳
アナグマ
声 - 朝日奈丸佳
サボテン君